# Fahree
Fakhri Ismayilov (en azerí: Fəxri İsmayılov; Bakú, 10 de abril de 1995), conocido profesionalmente como Fahree, es un cantante y compositor azerí. Representó a Azerbaiyán en el Festival de la Canción de Eurovisión 2024 junto al cantante mugam Ilkin Dovlatov no pudiendo pasar a la final.

## Primeros años y educación
Fahree nació en 1995 en Bakú. Se crio en una familia de artistas, ya que su padre era baterista de jazz y su abuelo, actor. Tiene una licenciatura y un máster en derecho. En el apogeo de la pandemia de COVID-19, se dedicó más a la música y persiguió su sueño de la infancia de convertirse en músico.

## Carrera
En 2022, Fahree lanzó su sencillo debut, "Dance". Más tarde, lanzó dos sencillos más.
A finales de octubre de 2023, İctimai Television (İTV) reveló a Fahree como uno de los dieciséis candidatos preseleccionados en la preselección azerí para el Festival de la Canción de Eurovisión 2024, y la semana siguiente, se anunció que estaba entre los seis que habían llegado a la fase final. El 7 de marzo de 2024, fue revelado como el candidato seleccionado.

## Discografía

### Sencillos
| Título                             | Año  | Álbum o EP |
| ---------------------------------- | ---- | ---------- |
| "Dance"                            | 2022 |            |
| "Apardı uzaqlara" (con Mila Miles) | 2022 |            |
| "Yollar"                           | 2023 |            |